# Wolbero
Meister (magister) Wolbero war ein Baumeister der Spätromanik im Rheinland des 13. Jahrhunderts. Wolbero ist der erste Baumeister nördlich der Alpen der durch eine Bauinschrift namentlich bekannt ist. Die Bauinschrift befindet sich im Neusser Quirinus-Münster, das seit 2009 Basilika minor ist.

## Bauinschrift im Neusser Quirinus-Münster

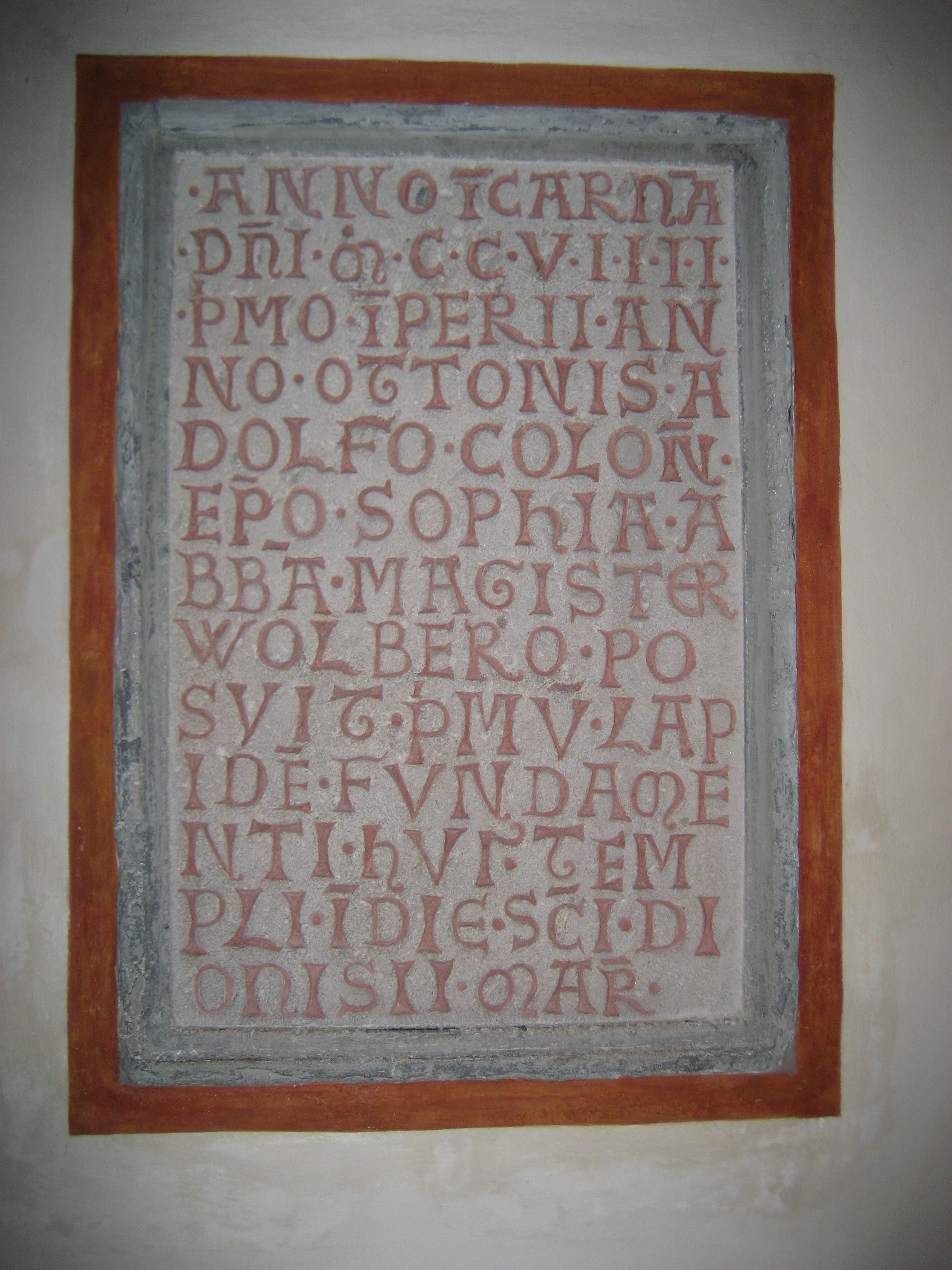
Die Bauinschrift im Quirinus-Münster zu Neuss

Im Neusser Quirinus-Münster hat sich eine Bauinschrift erhalten, die „MAGISTER WOLBERO“ als Baumeister der Kirche nennt. Die Inschrift wird auf den 9. Oktober 1209 datiert. Es ist die erste namentliche Nennung eines Baumeisters nördlich der Alpen im Mittelalter.
ANNO I(N)CARNA(TIONIS)
D(OMI)NI M C C V I I I I
P(R)IMO I(M)PERII AN
NO OTTONIS A
DOLFO COLON(IENSI)
EP(ISCOP)O SOPHIA A
BB(ATISS)A MAGISTER
WOLBERO PO
SUIT P(R)IMV(M) LAP
IDE(M) FVNDAME
NTI HVI(VS) TEM
PLI I(N) DIE S(AN)C(T)I DI
ONISII MAR(TYRIS)
Die Inschrift besagt:

„Im Jahre 1209 nach der Menschwerdung des Herrn, im ersten Jahr der Kaiserherrschaft Ottos, unter Bischof Adolf von Altena und der Äbtissin Sophia, legte Meister Wolbero den ersten Stein zum Fundament dieser Kirche am Tage des heiligen Dionysius des Martyrers.“

Die Inschrift wirft Fragen auf, da Adolf von Altena infolge des Deutschen Thronstreits 1209 gar nicht Erzbischof von Köln war.
Quirinus-Münster, Bauinschrift des Wolbero

Text und Übersetzung

Link zum Bild

(Bitte Urheberrechte beachten)

## Weitere Zeugnisse
Vermutlich war Wolbero ein Kölner Meister und jener Steinmetz, der im Schreinsbuch Columbae Berlici (Nr. 110) 1272 erwähnt wird. Dort ist von Elisabeth, einer Tochter „Wolbergonis lapidicae“ die Rede. Eine ihn betreffende Schreinsverhandlung konnte da bereits nicht mehr aufgefunden werden. Jakob Schnorrenberg vermutet, dass Wolbero in Köln ansässig war und für den Bau des Quirinus-Münsters von dort nach Neuss geholt wurde.

## Werke (zugeschrieben)

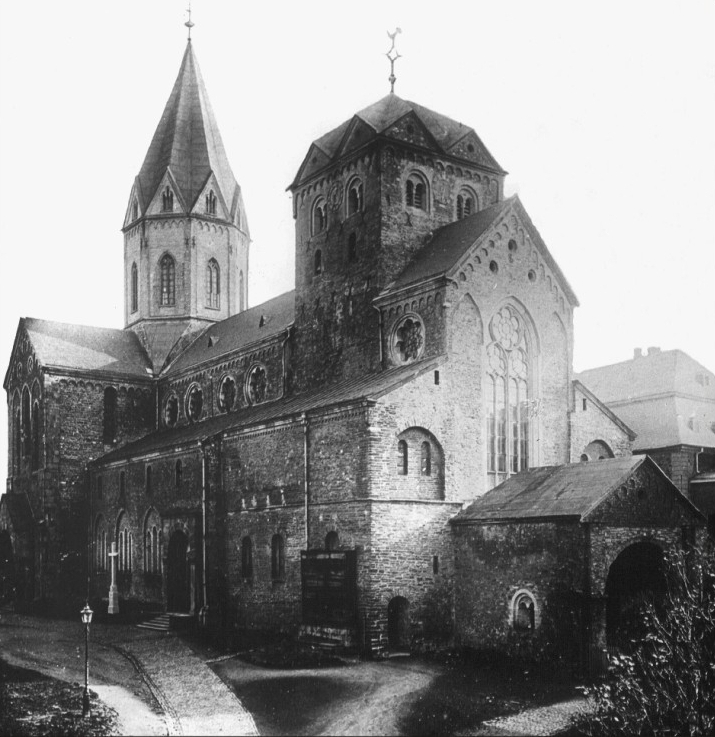
Basilika St. Ludgerus der ehemaligen Benediktinerabtei in Essen-Werden
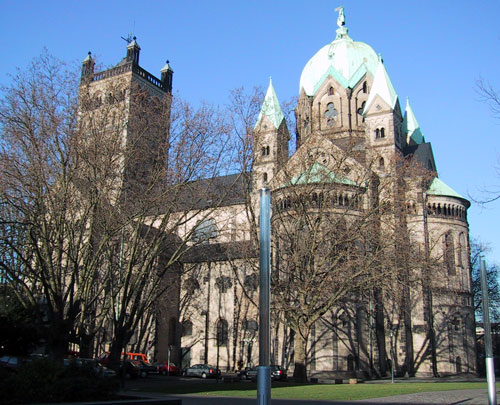
Quirinus-Münster in Neuss
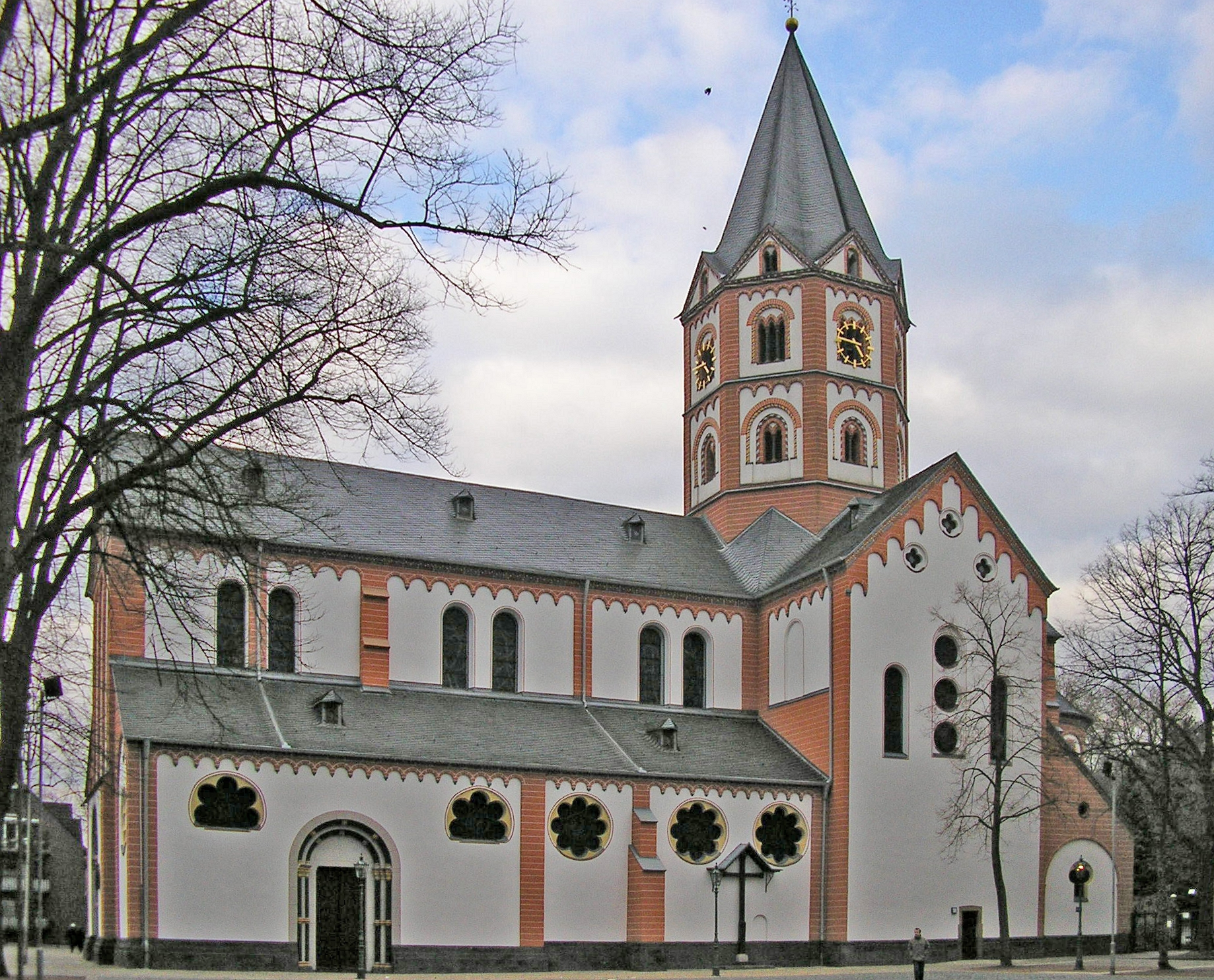
St. Margareta in Düsseldorf-Gerresheim. Zuschreibung fraglich!